# Barbonema flagrum
Barbonema flagrum är en rundmaskart som beskrevs av Gerlach 1957. Barbonema flagrum ingår i släktet Barbonema och familjen Leptosomatidae. Inga underarter finns listade i Catalogue of Life.